# Parasitorhabditis ateri
Parasitorhabditis ateri är en rundmaskart som först beskrevs av Fuchs 1937.  Parasitorhabditis ateri ingår i släktet Parasitorhabditis och familjen Rhabditidae. Inga underarter finns listade i Catalogue of Life.